# Gran Hedor

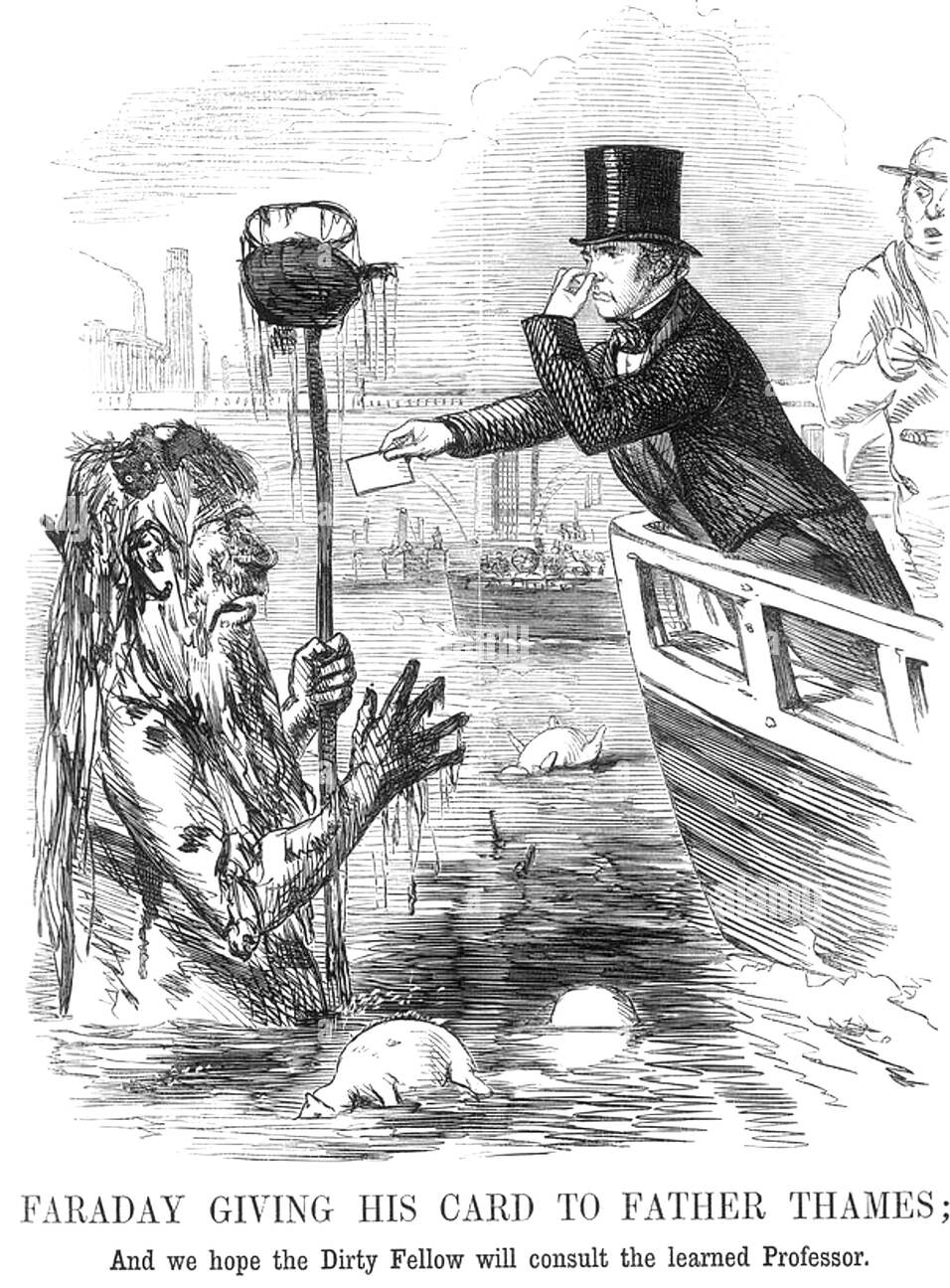
Michael Faraday da su tarjeta al Padre Támesis, caricatura comentando una carta de Faraday sobre el estado del río Támesis en The Times en julio de 1855.

El Gran Hedor, o la Gran Peste (en inglés: Great Stink, o Big Stink), fue un periodo en el verano de 1858 durante el cual el olor de residuos humanos no tratados y vertidos al río Támesis fue muy penetrante en el área central de la ciudad de Londres, en el Reino Unido.

## Abastecimiento de agua y saneamiento antes del «Gran Hedor»
Hasta finales del siglo XVI, el suministro de agua de los londinenses dependía de pozos poco profundos del Támesis, de sus afluentes o de alguno de los de alrededor de una docena de manantiales naturales, incluyendo un manantial en Tyburn que fue conectado a través de una tubería de plomo a una gran cisterna o tanque (luego conocido como conducto), el Gran Conducto en Cheapside. Como el agua era extraída ilegalmente para fines comerciales e industriales, las autoridades municipales nombraron guardianes para los conductos, quienes debían asegurar que usuarios como cerveceros, cocineros o vendedores de pescado pagaran por el agua que ellos utilizaban.
Los londinenses acaudalados que vivían en las proximidades de un conducto obtenían un permiso para una conexión domiciliaria, pero esto no previno las conexiones ilegales. Por el contrario, y particularmente para los hogares que no poseían una toma de alimentación por gravedad del agua desde los conductos, esta era suministrada individualmente a los domicilios por los llamados «aguadores» (cobs, en inglés). En 1496 los «aguadores» se asociaron en su propio gremio llamado «The Brotherhood of St. Cristopher of the Waterbearers» (La Hermandad de San Cristóbal de los Aguadores).
En 1582 el holandés Peter Morice alquiló el arco norte del puente de Londres, y dentro del arco construyó una rueda hidráulica que bombeaba agua del Támesis a varios lugares de la ciudad. Se agregaron más ruedas hidráulicas en 1584 y 1701, y permanecieron en uso hasta 1822.
Sin embargo, en 1815 se permitió que los desechos domésticos fueran llevados a través de las alcantarillas hacia el río Támesis, con lo que durante siete años los desperdicios humanos fueron arrojados hacia el río y luego potencialmente bombeados de nuevo a los hogares para beber, cocinar y bañarse.
Antes del «Gran Hedor» había alrededor de 200 000 pozos negros en Londres. Vaciar un pozo negro costaba un chelín, un precio que el londinense medio no podía costear. Como resultado la mayoría de los pozos negros fueron fuentes de hedor.

## Circunstancias inmediatamente anteriores al «Gran Hedor»

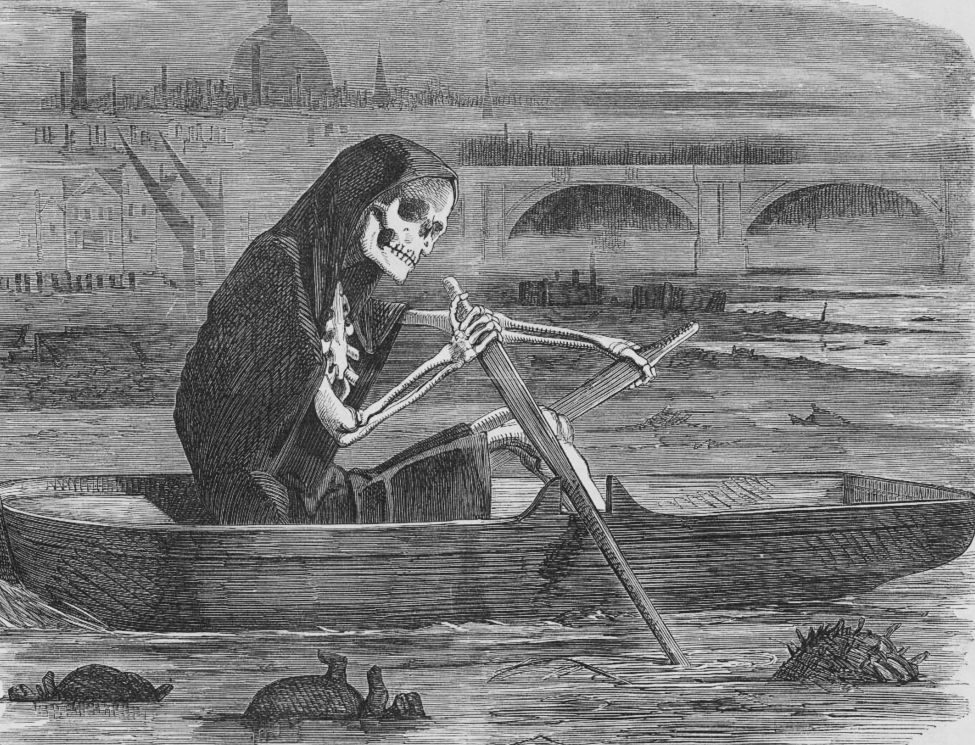
The silent highwayman, la muerte ronda sobre el Támesis, reclamando la vida de los que no pagan por la limpieza del río, durante el Gran Hedor, Your money or your life, caricatura de la época.

Parte del problema se originó por la introducción de inodoros para reemplazar las bacinillas que la mayoría de los londinenses utilizaba. Esto incrementó en gran medida el volumen de agua y desperdicios vertidos en los pozos negros. Con frecuencia, los pozos rebosaban hacia los desagües de las calles, originalmente diseñados para recoger solo el agua de la lluvia, transportando así vertidos procedentes de las fábricas, mataderos y otras actividades, y contaminando la ciudad antes de descargar en el río Támesis.
El verano de 1858 fue inusualmente cálido. El Támesis y muchos de sus tributarios urbanos fueron desbordados con desechos. El clima cálido fue propicio para que las bacterias prosperaran, y como resultado de esto el olor fue tan abrumador que incluso afectó el trabajo de la Cámara de los Comunes (las medidas adoptadas incluían embeber las cortinas en cloruro de calcio, mientras los miembros consideraban trasladarse río arriba a Hampton Court) y los tribunales de justicia (estos planeaban evacuarse a Oxford y St Albans). Finalmente, unas fuertes lluvias terminaron con el calor y la humedad del verano y la crisis terminó rápidamente. Sin embargo, la Cámara de los Comunes seleccionó un comité especial para que elaborase un informe sobre el «Gran Hedor» y recomendase cómo poner fin al problema.

## El cólera
El cólera se extendió durante la década de 1840. Las causas no eran conocidas; la idea más aceptada entonces fue que la enfermedad se transmitió por vía aérea a partir de los «miasmas».
Debido a la «teoría miasmática de la enfermedad», que predominaba entre los científicos de la época, el descubrimiento en 1854 por Filippo Pacini del Vibrio cholerae, la bacteria que causa esta enfermedad, fue ignorado hasta que fue redescubierto treinta años después por Robert Koch.
En 1854, el médico londinense John Snow descubrió que la enfermedad se transmitía al beber agua contaminada por las aguas residuales, después de una epidemia centrada en el Soho, pero esta idea no tuvo amplia aceptación.
Por unificación de varios organismos locales diferentes encargados de las redes de  alcantarillado, se estableció en 1848 la Comisión Metropolitana de Alcantarillas. Se revisó el anticuado sistema londinense de alcantarillado y se comenzó a eliminar pozos negros, un objetivo más tarde acelerado por el «Gran Hedor».

## Sistema de tierra seca
Henry Moule (1801-1880), un pastor inglés de la Iglesia de Inglaterra, vio la conexión entre las condiciones higiénicas y la expansión de las enfermedades, y orientó su atención hacia la ciencia sanitaria. El brote de cólera de 1854 y el «Gran Hedor» le dieron un nuevo impulso en 1859 para experimentar con su «inodoro seco ecológico», que patentó en 1860. Su sistema fue adoptado en casas privadas, en los distritos rurales, en los campamentos militares, en muchos hospitales y extensivamente en la India Británica.

## Nuevas alcantarillas
La comisión formada fue reemplazada en 1855 por la Metropolitan Board of Works (Junta Metropolitana de Obras) que, luego de rechazar muchos proyectos para implementar el alcantarillado para la «reducción misericordiosa de la epidemia que asoló la metrópoli», aceptó finalmente en 1859 un proyecto de alcantarillado propuesto por su jefe de ingenieros, Joseph Bazalgette. La intención de este caro proyecto fue la de resolver la epidemia de cólera mediante la eliminación del hedor que se creía que lo causaba. Durante los siguientes seis años se crearon los elementos principales del sistema de alcantarillado de Londres y el «Gran Hedor» pasó a la historia. Y, como una consecuencia imprevista, el suministro de agua dejó de estar contaminado, lo que resolvió el problema de la epidemia de cólera.
El pintor John Martin también trabajó en varios proyectos de mejora en Londres, y publicó varios folletos y planes que trataban sobre el suministro de agua metropolitano, el alcantarillado, el puerto y el sistema ferroviario (su plan de 1834 para el sistema de alcantarillado de Londres se anticipó 25 años al de 1859 propuesto por Joseph Bazalgette para crear alcantarillas principales a lo largo de las dos márgenes del río Támesis).
A pesar de que el nuevo sistema de alcantarillado estaba funcionado, y el suministro de agua gradualmente mejoraba, esto no impidió la posterior epidemia en la década de 1860, especialmente en el este de Londres. Pero una investigación forense dirigida por el Henrt Whatley Tyler de la Railway Inspectorate (Inspección de los Ferrocarriles de su Majestad), en 1867, demostró que el contaminado río Lea estaba entrando en los embalses de la East London Water Company, y era el causante de la epidemia. La transmisión a través del agua estaba ahora probada sin duda, y la eliminación de la fuente de contaminación resolvió esta última epidemia de cólera en la capital.

## Oficios de la época relacionados con las aguas residuales
Todas estas ocupaciones se consideraban propias de la más baja clase social.
- Alcantarilleros: también algunas veces llamados grubbers o excavadores, barrían las alcantarillas buscando objetos de valor. Ellos ayudaban a que las aguas de las alcantarillas fluyeran con facilidad, eliminando pequeños objetos. A menudo, familias completas trabajaban como alcantarilleros. Esto les confirió una cierta inmunidad a las enfermedades relacionadas con las aguas residuales que mataban a muchos.[4]
- Rebuscadores del lodo: Los Mudlarks barrían en el lodo del Támesis y otros ríos. Eran generalmente niños jóvenes que obtenían pequeños objetos y los vendían por poco dinero.[5]
- Recogedores de excrementos: recogían desperdicios humanos, animales y basura doméstica de Londres y los llevaban a las granjas de las afueras de la ciudad para su uso como abono. De todos modos, a medida que Londres se expandía, había menos granjas y estas estaban cada vez más lejos de la ciudad. Este comercio cesó por completo cuando el guano (acumulación de excrementos de aves y otros animales) de Suramérica se volvió disponible y más barato. Esto produjo un aumento de los desperdicios hogareños vertidos a las calles, que llegaron al Támesis y otros ríos a través de las alcantarillas.[4]
- Baldeadores: eran empleados de la Court of Sewers (Tribunal de Alcantarillados). Estos hombres «baldeaban» literalmente los desperdicios y cualquier cosa que bloqueara el flujo del agua en los nuevos sistemas de alcantarillado. En el libro de Henry Mayhew Trabajos de Londres y Londres pobre, se describe la apariencia de los baldeadores:

«Los baldeadores llevaban, cuando trabajaban, un abrigo azul a prueba de agua (pero quizás no se usaba demasiado, ya que los hombres se quejaban de los sudores que producía), abotonado hasta el cuello, y que llegaba hasta las rodillas, donde se encontraba con unas botas de cuero enormes que cubrían parte del muslo, como las que llevan los pescadores en muchas de nuestras costas. Su sombrero tenía cola de abanico, como los de los basureros».

- Cazadores de ratas: eran contratados por la ciudad para atrapar ratas en el alcantarillado subterráneo para evitar la propagación de enfermedades. Estos atraparratas estaban mal pagados, pero su trabajo ayudó enormemente en Londres a prevenir más enfermedades durante el «Gran Hedor» y también después.[4]